# Chersodromus australis
Chersodromus australis — вид змій родини полозових (Colubridae). Ендемік Мексики. Описаний у 2018 році.

## Поширення і екологія
Chersodromus australis відомі за типовим зразком, зібраним в районі Сан-Ісідро-Ла-Грінго поблизу Санта-Марії-Чімалапи в штаті Оахака, на висоті 350 м над рівнем моря.